# Oliveto Citra
Oliveto Citra är en ort och kommun i provinsen Salerno i regionen Kampanien i Italien. Kommunen hade 3 739 invånare (2017).